# Streichquartett Nr. 2 (Arenski)
Das Streichquartett Nr. 2 a-Moll op. 35 ist ein kammermusikalisches Werk von Anton Arenski. Das Streichquartett ist unkonventionell für Violine, Viola und zwei Celli komponiert. Arenski widmete das 1894 entstandene Werk dem ein Jahr zuvor verstorbenen Pjotr Tschaikowski.

## Entstehung, Aufbau und Stil
Arenski, der zur Zeit der Entstehung des Werkes Professor am Moskauer Konservatorium war, unterhielt freundschaftliche Kontakte zu Tschaikowski, dessen Musik großen Einfluss auf ihn ausübte. Entsprechend schwer traf ihn Tschaikowskis plötzlicher Tod im Jahr 1893. Die Entscheidung, für eine Komposition in Memoriam eine kammermusikalische Form zu wählen, entsprach einer unter russischen Musikern verbreiteten Tradition, die Tschaikowski selbst mit seinem Klaviertrio op. 50 „À la mémoire d’un grand artiste“ (1882) maßgeblich geprägt hatte. Arenskis Streichquartett steht wie dieses Trio in a-Moll. Die Sätze lauten:
- Moderato
- Variations sur un thême de P. Tschaikowsky. Moderato
- Finale. Andante sostenuto

Im Werk dominieren dichte, elegische Harmonien. Die Besetzung mit zwei Celli verleiht dem Quartett eine dunkle, aber auch warme Klangfarbe, die an Franz Schuberts Streichquintett erinnert. Während sich im ersten und dritten Satz Motive der Musik orthodoxer Totenmessen finden, ist das Herz des Quartetts ein Variationssatz über ein Thema von Tschaikowskis Legende, dem fünften Stück aus seinen sechzehn Kinderliedern op. 54. Das Finale ähnelt in seiner Struktur und dem Einsatz von Melodien russischer Volksmusik an die „Rasumovsky-Quartette“ Ludwig van Beethovens.

## Rezeption
Zusammen mit seinem 1. Klaviertrio gilt das Streichquartett als bedeutendste Komposition Anton Arenskis, dessen sonstige Werke heute kaum noch beachtet werden. Auf Bitte seines Verlegers, der entsprechende Nachfragen erhalten hatte, schuf Arenski eine Variante des Quartetts für die konventionelle Besetzung mit zwei Violinen, Viola und Cello, die sich jedoch nicht durchsetzte, sowie eine Klaviervariante zu vier Händen. Den zweiten Satz bearbeitete Arenski zudem für Streichorchester als Variationen über ein Thema von Tschaikowski op. 35a.